# Pristeg
Pristeg (srbsky Пристег) je vesnice v Chorvatsku v Zadarské župě. Je součástí opčiny města Benkovac, od něhož se nachází asi 11 km jihovýchodně. V roce 2011 zde trvale žilo 316 obyvatel. Nejvíce obyvatel (1 156) zde žilo v roce 1971, potom začal klesat, přičemž největší pokles (z 960 na 368) byl zaznamenán mezi lety 1991 a 2001. V roce 1991 tvořili 55 % obyvatelstva Chorvati a 42,7 % Srbové.
Pristegem prochází župní silnice Ž6066, která jej spojuje s nedaleko procházející státní silnicí D27. Východně od Pristegu prochází dálnice A1, na níž je podle vesnice pojmenována odpočívka Odmorište Pristeg.

## Sousední sídla
| Růžice kompasu | Gornje Ceranje      | Perušić Benkovački | Kolarina | Růžice kompasu |
| Růžice kompasu | Donje Ceranje Vrana | Sever              |          | Růžice kompasu |
| Růžice kompasu | Donje Ceranje Vrana | Pristeg            |          | Růžice kompasu |
| Růžice kompasu | Donje Ceranje Vrana | Jih                |          | Růžice kompasu |
| Růžice kompasu | Radošinovci         | Dobra Voda         | Budak    | Růžice kompasu |